# شرق واشنطن
شرق واشنطن هو عبارة عن جزء من واشنطن من الولايات المتحدة الأمريكية إلى الشرق من كاسكيد رينج. تحتوي المنطقة على مدينة سبوكان (ثاني أكبر مدينة في الولاية)، وتري سيتيز، ونهر كولومبيا وجراند كولي دام، ومركز هانفورد النووي وأيضاً ا لمزارع الخصبة في وادي ياكيما وبالاوس.

## المناخ
يظهر الجدول التالي التغييرات المناخية على مدار السنة لشرق واشنطن:
| البيانات المناخية لـشرق واشنطن    | البيانات المناخية لـشرق واشنطن | البيانات المناخية لـشرق واشنطن | البيانات المناخية لـشرق واشنطن | البيانات المناخية لـشرق واشنطن | البيانات المناخية لـشرق واشنطن | البيانات المناخية لـشرق واشنطن | البيانات المناخية لـشرق واشنطن | البيانات المناخية لـشرق واشنطن | البيانات المناخية لـشرق واشنطن | البيانات المناخية لـشرق واشنطن | البيانات المناخية لـشرق واشنطن | البيانات المناخية لـشرق واشنطن | البيانات المناخية لـشرق واشنطن |
| الشهر                             | يناير                          | فبراير                         | مارس                           | أبريل                          | مايو                           | يونيو                          | يوليو                          | أغسطس                          | سبتمبر                         | أكتوبر                         | نوفمبر                         | ديسمبر                         | المعدل السنوي                  |
| --------------------------------- | ------------------------------ | ------------------------------ | ------------------------------ | ------------------------------ | ------------------------------ | ------------------------------ | ------------------------------ | ------------------------------ | ------------------------------ | ------------------------------ | ------------------------------ | ------------------------------ | ------------------------------ |
| الدرجة القصوى °ف (°م)             | 74 (23)                        | 74 (23)                        | 87 (31)                        | 95 (35)                        | 105 (41)                       | 111 (44)                       | 115 (46)                       | 115 (46)                       | 106 (41)                       | 89 (32)                        | 79 (26)                        | 71 (22)                        | 115 (46)                       |
| الحد الأقصى المتوسط °ف (°م)       | 58.3 (14.6)                    | 62.6 (17.0)                    | 72.7 (22.6)                    | 83.4 (28.6)                    | 93.0 (33.9)                    | 99.7 (37.6)                    | 105.7 (40.9)                   | 102.7 (39.3)                   | 93.8 (34.3)                    | 80.8 (27.1)                    | 68.3 (20.2)                    | 59.6 (15.3)                    | 106.4 (41.3)                   |
| متوسط درجة الحرارة الكبرى °ف (°م) | 41.1 (5.1)                     | 48.8 (9.3)                     | 58.5 (14.7)                    | 66.5 (19.2)                    | 75.2 (24.0)                    | 82.4 (28.0)                    | 91.0 (32.8)                    | 89.7 (32.1)                    | 80.3 (26.8)                    | 66.4 (19.1)                    | 50.5 (10.3)                    | 41.2 (5.1)                     | 66.1 (18.9)                    |
| متوسط درجة الحرارة الصغرى °ف (°م) | 27.7 (−2.4)                    | 30.2 (−1.0)                    | 35.1 (1.7)                     | 40.0 (4.4)                     | 47.8 (8.8)                     | 54.4 (12.4)                    | 59.4 (15.2)                    | 58.4 (14.7)                    | 49.9 (9.9)                     | 40.6 (4.8)                     | 33.6 (0.9)                     | 28.1 (−2.2)                    | 42.2 (5.7)                     |
| الحد الأدنى المتوسط °ف (°م)       | 8.5 (−13.1)                    | 14.4 (−9.8)                    | 21.5 (−5.8)                    | 25.7 (−3.5)                    | 32.2 (0.1)                     | 41.8 (5.4)                     | 47.0 (8.3)                     | 45.5 (7.5)                     | 35.2 (1.8)                     | 24.0 (−4.4)                    | 16.6 (−8.6)                    | 9.3 (−12.6)                    | 3.4 (−15.9)                    |
| أدنى درجة حرارة °ف (°م)           | −27 (−33)                      | −23 (−31)                      | 10 (−12)                       | 18 (−8)                        | 26 (−3)                        | 35 (2)                         | 38 (3)                         | 37 (3)                         | 21 (−6)                        | 9 (−13)                        | −12 (−24)                      | −22 (−30)                      | −27 (−33)                      |
| الهطول إنش (مم)                   | 1.00 (25)                      | 0.66 (17)                      | 0.63 (16)                      | 0.48 (12)                      | 0.63 (16)                      | 0.57 (14)                      | 0.17 (4.3)                     | 0.22 (5.6)                     | 0.31 (7.9)                     | 0.56 (14)                      | 0.90 (23)                      | 1.08 (27)                      | 7.24 (184)                     |
| متوسط تساقط الثلوج إنش (سم)       | 3.2 (8.1)                      | 1.6 (4.1)                      | 0.2 (0.51)                     | trace                          | 0.0 (0.0)                      | 0.0 (0.0)                      | 0.0 (0.0)                      | 0.0 (0.0)                      | 0.0 (0.0)                      | trace                          | 1.5 (3.8)                      | 2.2 (5.6)                      | 8.5 (22)                       |
| المصدر #1: WRCC                   |                                |                                |                                |                                |                                |                                |                                |                                |                                |                                |                                |                                |                                |
| المصدر #2: NOAA                   |                                |                                |                                |                                |                                |                                |                                |                                |                                |                                |                                |                                |                                |

## معرض صور

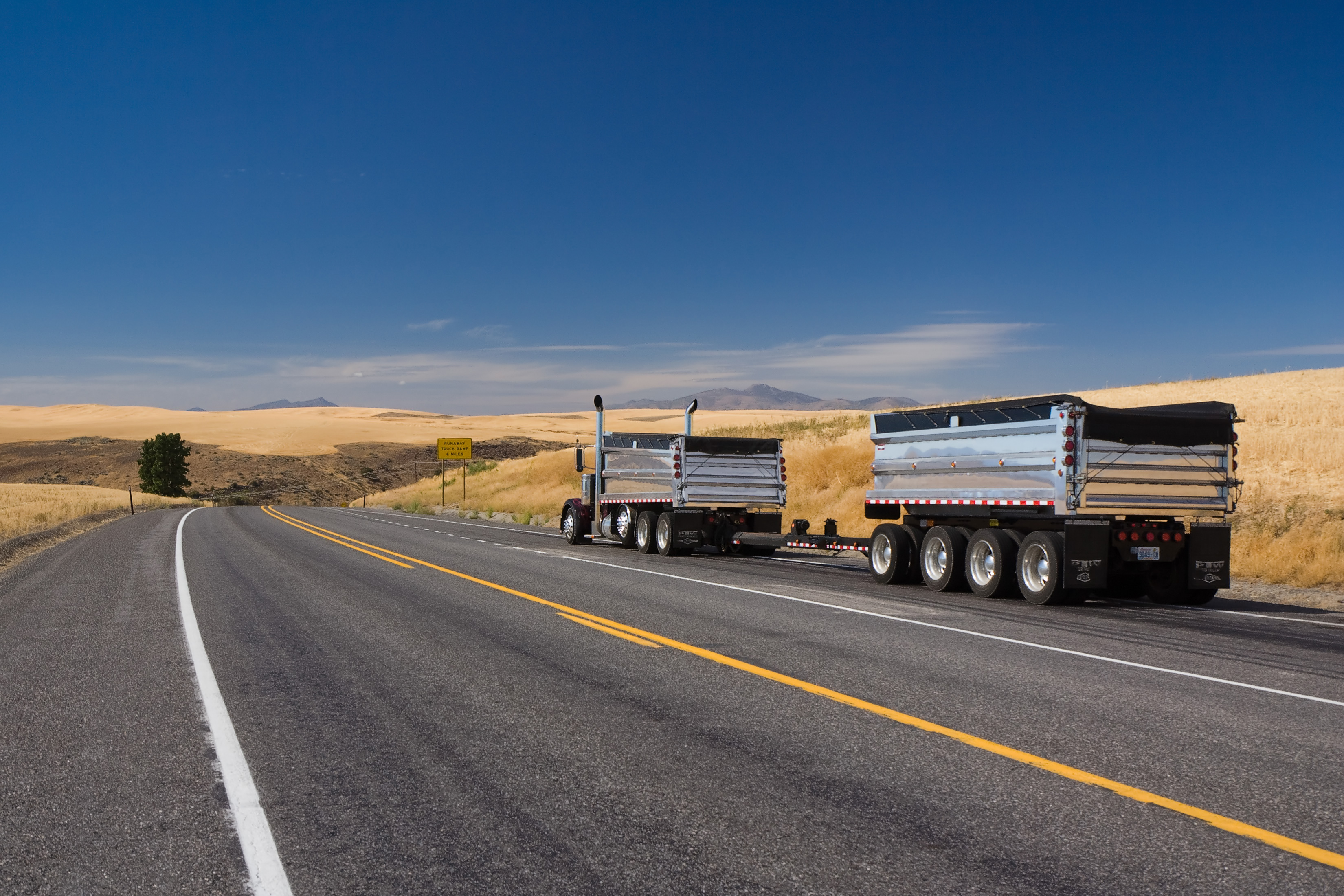
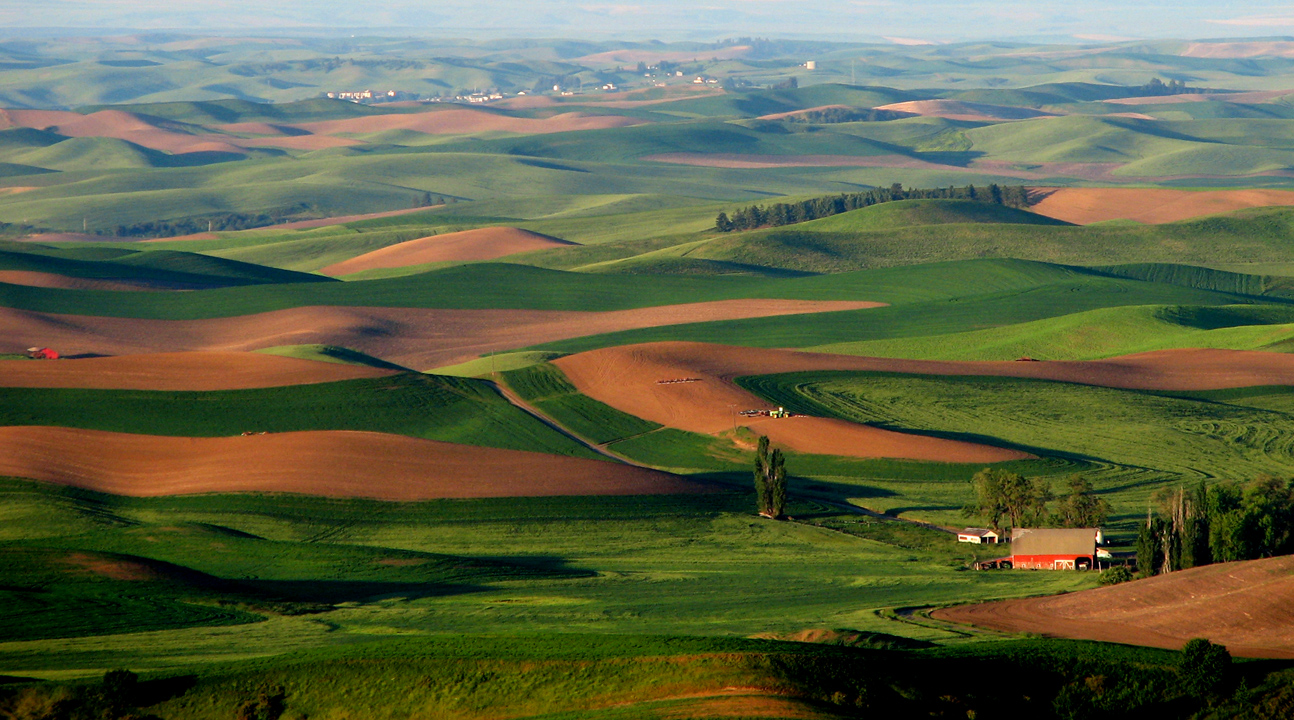
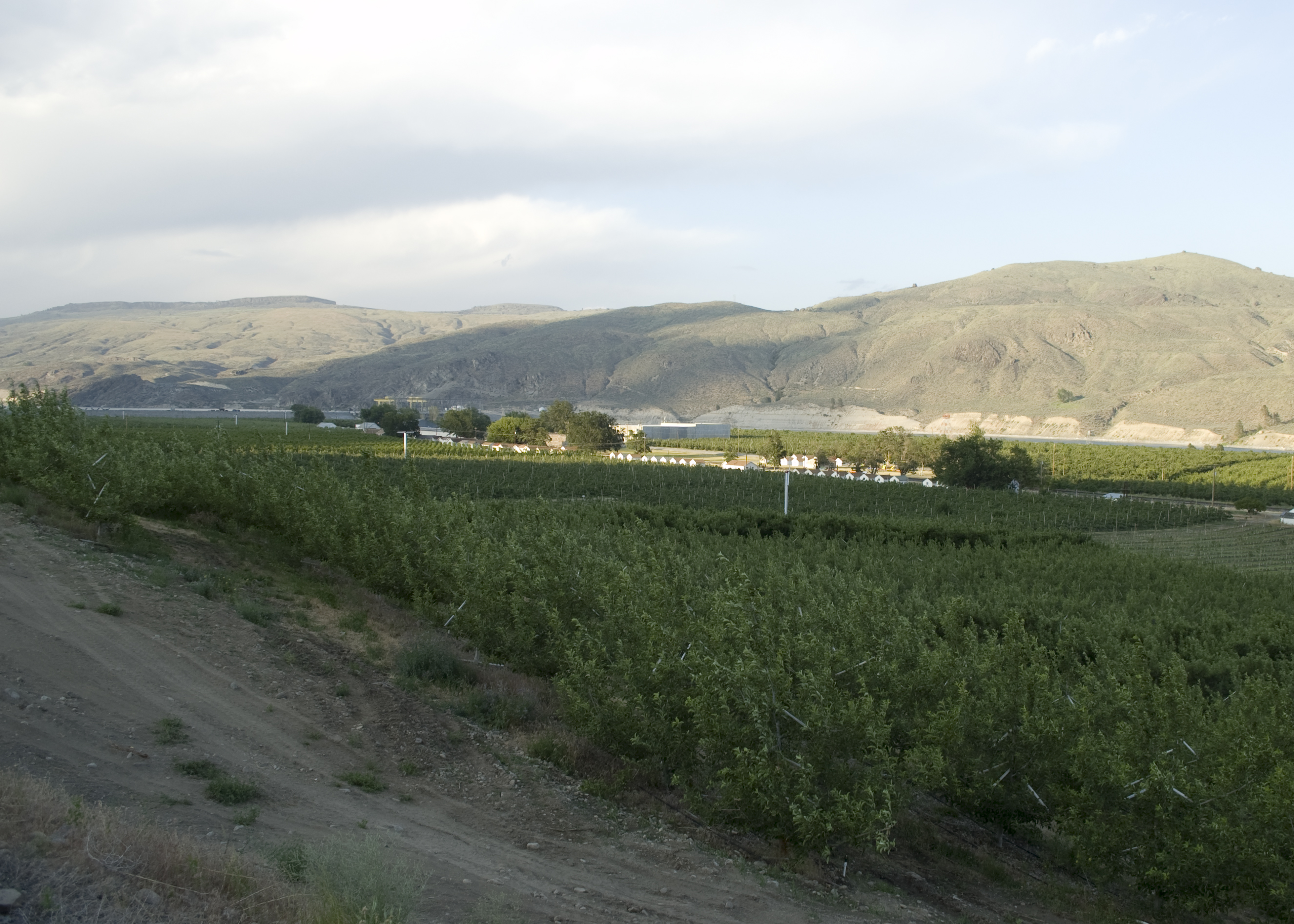
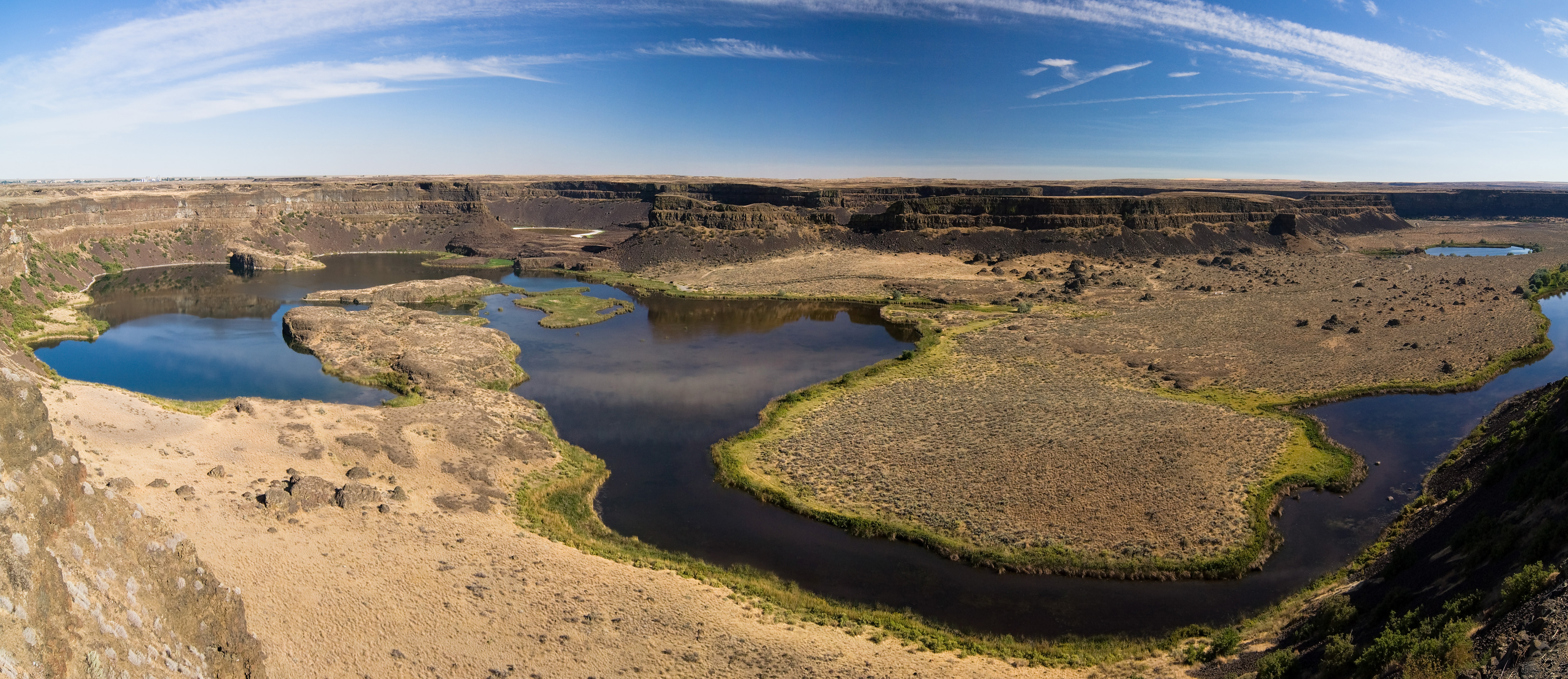